# Eendagsbloem
De eendagsbloem (Tradescantia virginiana) is een vaste plant uit de commelinafamilie.  De plant wordt in de volksmond ook wel Mozes-in-het-biezenmandje genoemd. De soort heeft deze naam te danken aan het omwindsel, dat een soort mandje vormt. 
De plant wordt 30 tot 70 cm hoog en heeft verdikte wortels. De grasachtige, lijnvormige bladeren zitten verspreid aan de stengel en aan de voet daarvan hebben de bladeren een stengelomvattende schede.
De eendagsbloem bloeit van juni tot september met 2 cm grote, blauwe, paarse of witte bloemen, die maar één dag bloeien, vandaar de naam eendagsbloem. De helmdraden hebben zeer lange, veelcellige haren. Deze haren zijn ideaal voor het bestuderen van de plasmastroming in een cel. Ook kan met behulp van een lichtmicroscoop zonder extra hulpmiddelen de mitose gevolgd worden. De bloeiwijze is een enkelvoudig scherm met lange schutbladeren.
De vrucht is een doosvrucht.
De eendagsbloem komt oorspronkelijk uit Noord-Amerika. De plant wordt veel gebruikt in siertuinen, maar komt nu ook in het wild voor. Daarom is de soort op de lijst van nieuwe planten in Nederland (wachtkamer) geplaatst. De plant komt op bijna op alle grondsoorten en onder alle groeiomstandigheden voor.

## Namen in andere talen
- Duits: Virginia-Dreimasterblume
- Engels: Virginia spiderwort
- Frans: Éphémère de virginie